# Juan Somavía
Juan Somavía (21 aprile 1941) è un diplomatico cileno.
Già rappresentante permanente del Cile presso l'ONU, dal 1999 è direttore generale dell'Organizzazione internazionale del lavoro.
Nel 2005 è vincitore del premio Colombe d'Oro per la Pace, premio assegnato annualmente dall'Archivio disarmo ad una personalità distintasi in campo internazionale.